# 카미야마 요
카미야마 요(일본어: 神山 羊, 1월 9일 ~ )는 일본의 싱어송라이터, 작사가, 작곡가, 편곡가이다. 기후현 출신이다.